# 小耳蕨
小耳蕨（学名：Polystichum inaense）为鳞毛蕨科耳蕨属下的一个种。

## 扩展阅读
- 維基物種上的相關：小耳蕨